# Ambassade d'Italie en Allemagne
L'ambassade d'Italie en Allemagne est la représentation diplomatique de l'Italie auprès de la République fédérale d'Allemagne. Elle est située aux no 1 Hiroshimastraße à Berlin, la capitale du pays, et son ambassadeur est, depuis 2021, Armando Varricchio.

## L'ambassade

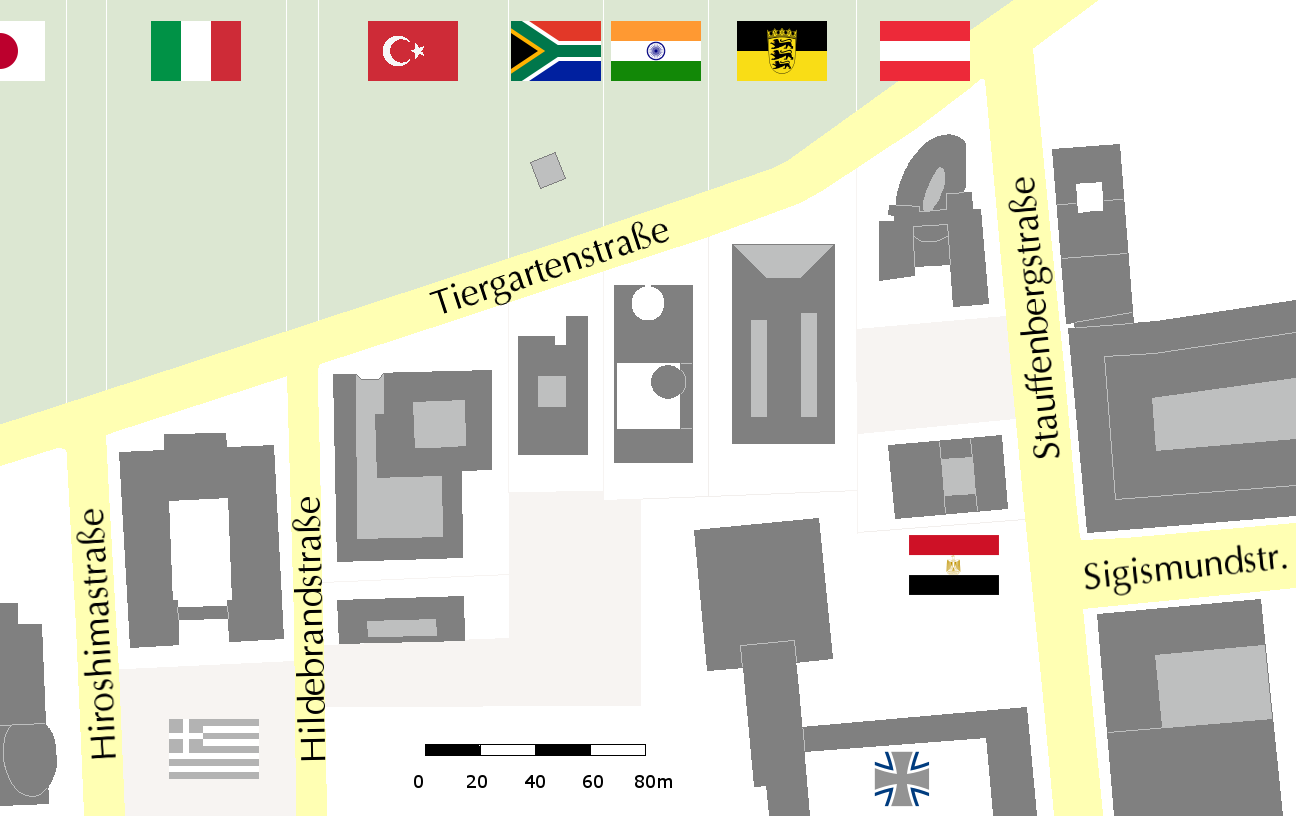
Localisation de l'ambassade dans le quartier.

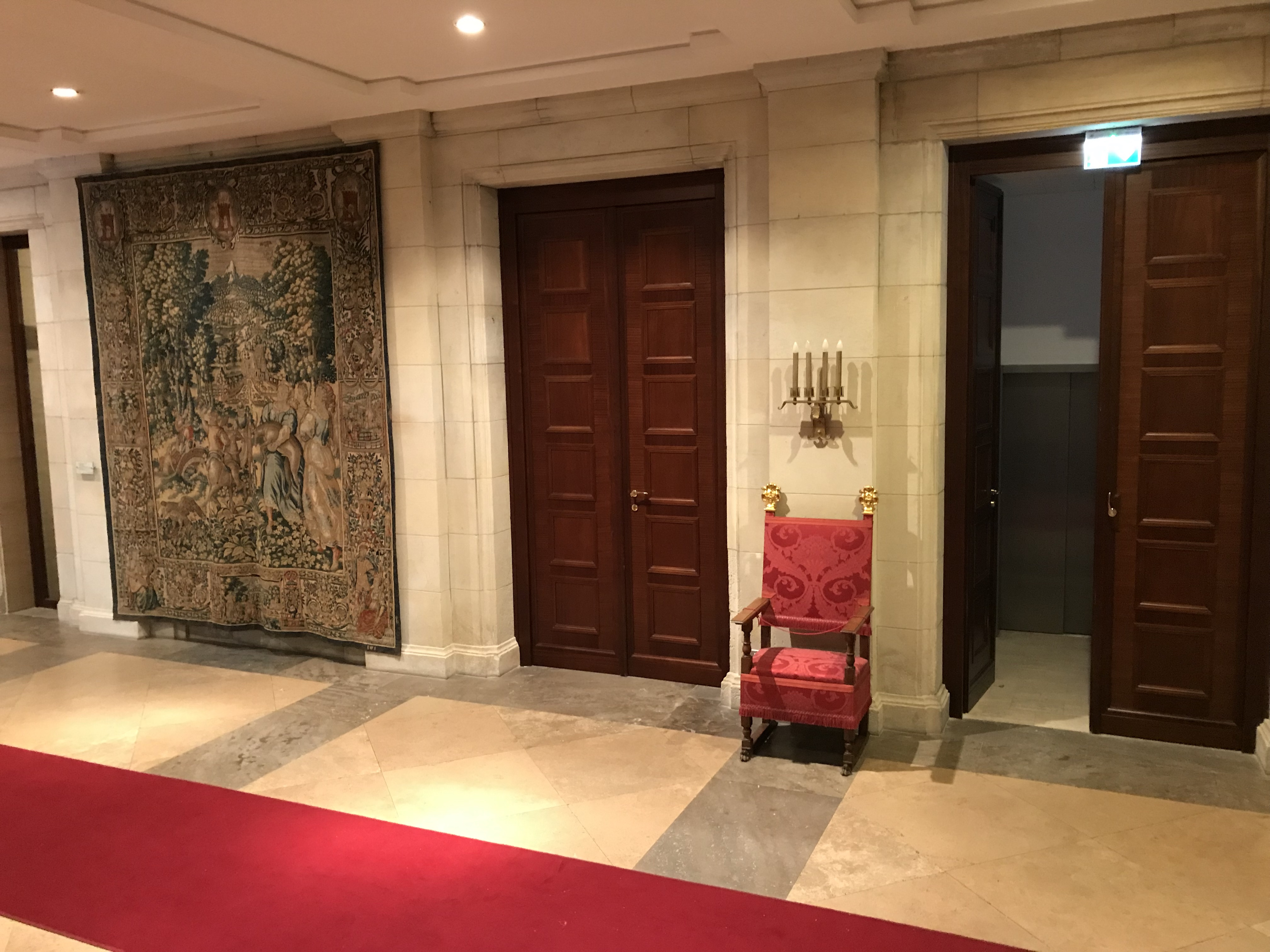
Intérieur.

Entre 1871 et 1945, l'ambassade d'Italie est basée à Berlin. Après la guerre, alors que le pays est occupé par les forces alliées, un consul est en poste à Francfort-sur-le-Main entre 1947 et 1950. L'Italie envoie un ambassadeur en République fédérale d'Allemagne (RFA) à Bonn, dès 1950, et un ambassadeur en République démocratique allemande (RDA) à Berlin-Est, à partir de 1973. Après la réunification, l'ambassade d'Italie continue à siéger à Bonn. Ce n'est qu'en 2000 que l'ambassade se fixe définitivement à Berlin.
Le bâtiment de l'actuelle ambassade a été construit entre 1939 et 1941, sous le Troisième Reich, par l'architecte Friedrich Hetzel. De style néoclassique, il accueille l'ambassade d'Italie entre 1941 et 1945 et depuis 2000.

## Histoire

### Liste des ambassadeurs d'Italie en Allemagne
Empire allemand
- 1871-1892 :	Edoardo de Launay
- 1892-1906 : Carlo Lanza
- 1906-1913 : Alberto Pansa
- 1913-1920 : Riccardo Bollati

République de Weimar
- 1920 : Giacomo De Martino
- 1920-1922 : Alfredo Frassati
- 1922-1926 : Alessandro De Bosdari
- 1926-1929 : Luigi Aldrovandi Marescotti
- 1929-1932 : Luca Orsini Baroni
- 1932-1935 : Vittorio Cerruti

Troisième Reich
- 1935-1940 : Bernardo Attolico
- 1940-1943 : Dino Alfieri
- 1943-1945 : Filippo Anfuso

Allemagne occupée
- 1947-1950 : Vitale Giovanni Gallina (consul à Francfort-sur-le-Main)

République démocratique allemande (RDA)
- 1973 : Giuseppe Meschinelli
- 1973-1975 : Enrico Aillaud
- 1975-1981 : Norberto Behmann dell'Elmo
- 1981-1983 : Alberto Solera
- 1983-1987 : Carlo Albertario
- 1987-1989 : Alberto Indellicato

République fédérale d'Allemagne (RFA) puis Allemagne réunifiée
- 1950-1954 : Francesco Babuscio Rizzo
- 1954-1958 : Umberto Grazzi
- 1958-1961 : Pietro Quaroni
- 1961-1964 : Gastone Guidotti
- 1964-1976 : Mario Luciolli
- 1976-1980 : Corrado Orlandi Contucci
- 1980-1987 : Luigi Vittorio Ferraris
- 1987-1989 : Raniero Vanni d'Archirafi
- 1989-1992 : Marcello Guidi	Bonn
- 1992-1996 : Umberto Vattani
- 1996-2001 : Enzo Perlot
- 2001-2005 : Silvio Fagiolo
- 2005-2009 : Antonio Puri Purini
- 2009-2012 : Michele Valensise
- 2012-2014 : Elio Menzione
- 2014-2018 : Pietro Benassi
- 2018-2021 : Luigi Mattiolo
- Depuis 2021 : Armando Varricchio